# Colorado City (Arizona)
Colorado City è una città degli Stati Uniti d'America, situata nello Stato dell'Arizona, nella Contea di Mohave.

## Società
Colorado City, come la città gemella Hildale (Utah), trae origine da un gruppo fondamentalista di mormoni che non vollero rinunciare alla pratica della poligamia quando questa venne vietata nello stato d'origine, lo Utah, rifugiandosi in un'area lontana dalle autorità. La pratica della poligamia, unita all'endogamia dovuta al fatto che la comunità risulta piuttosto chiusa, ha provocato un aumento di un milione di volte superiore alla media del manifestarsi della malattia genetica aciduria fumarica, altresì nota come "deficit di fumarasi", di cui almeno uno dei fondatori della comunità, Joseph Smith Jessop e/o John Barlow od una delle loro mogli, era portatore sano.